# Leiaster teres
Leiaster teres är en sjöstjärneart som först beskrevs av Addison Emery Verrill 1871.  Leiaster teres ingår i släktet Leiaster och familjen Ophidiasteridae. Inga underarter finns listade i Catalogue of Life.